# Karta zbliżeniowa

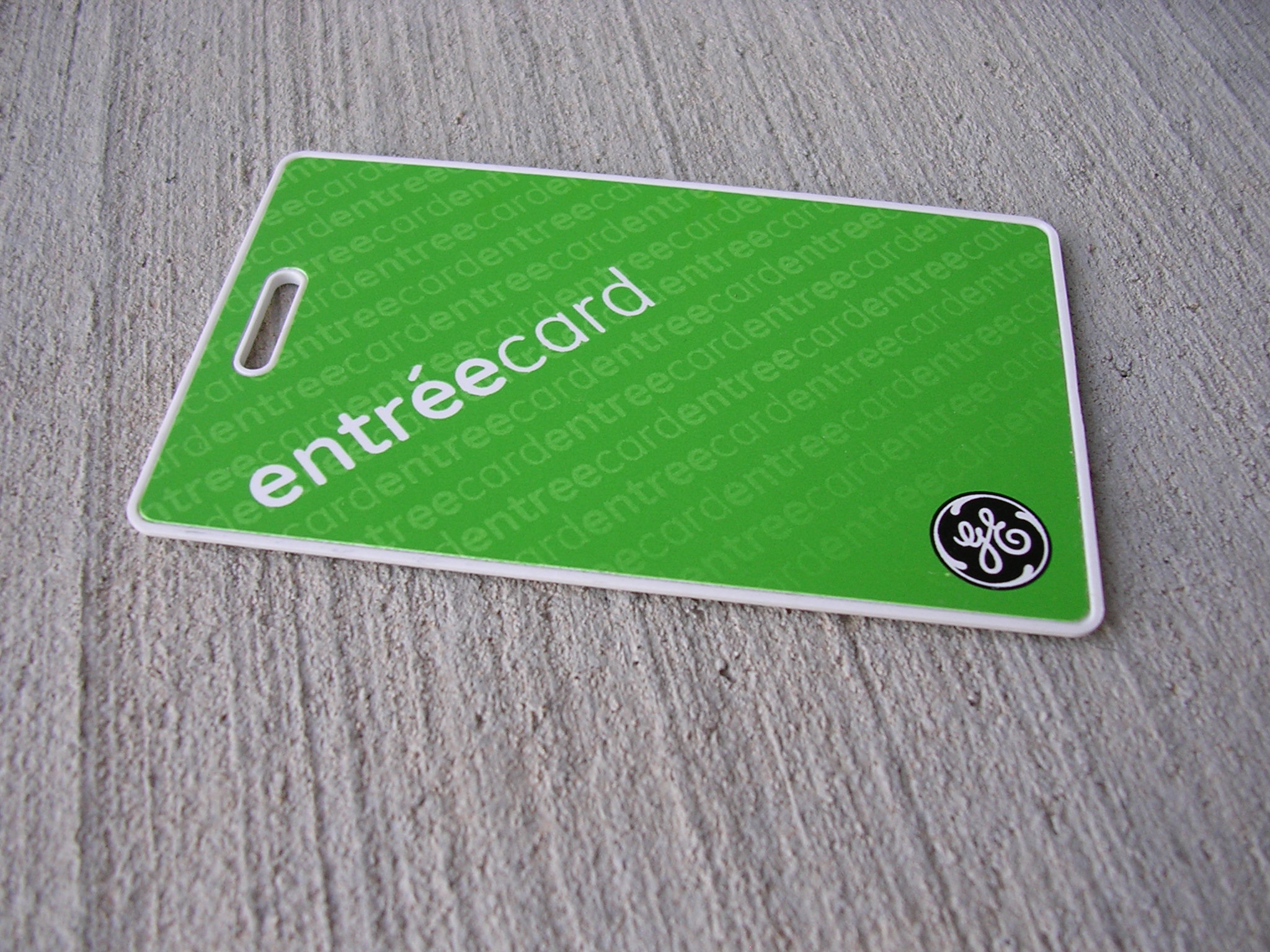
Karta zbliżeniowa z logo General Electric

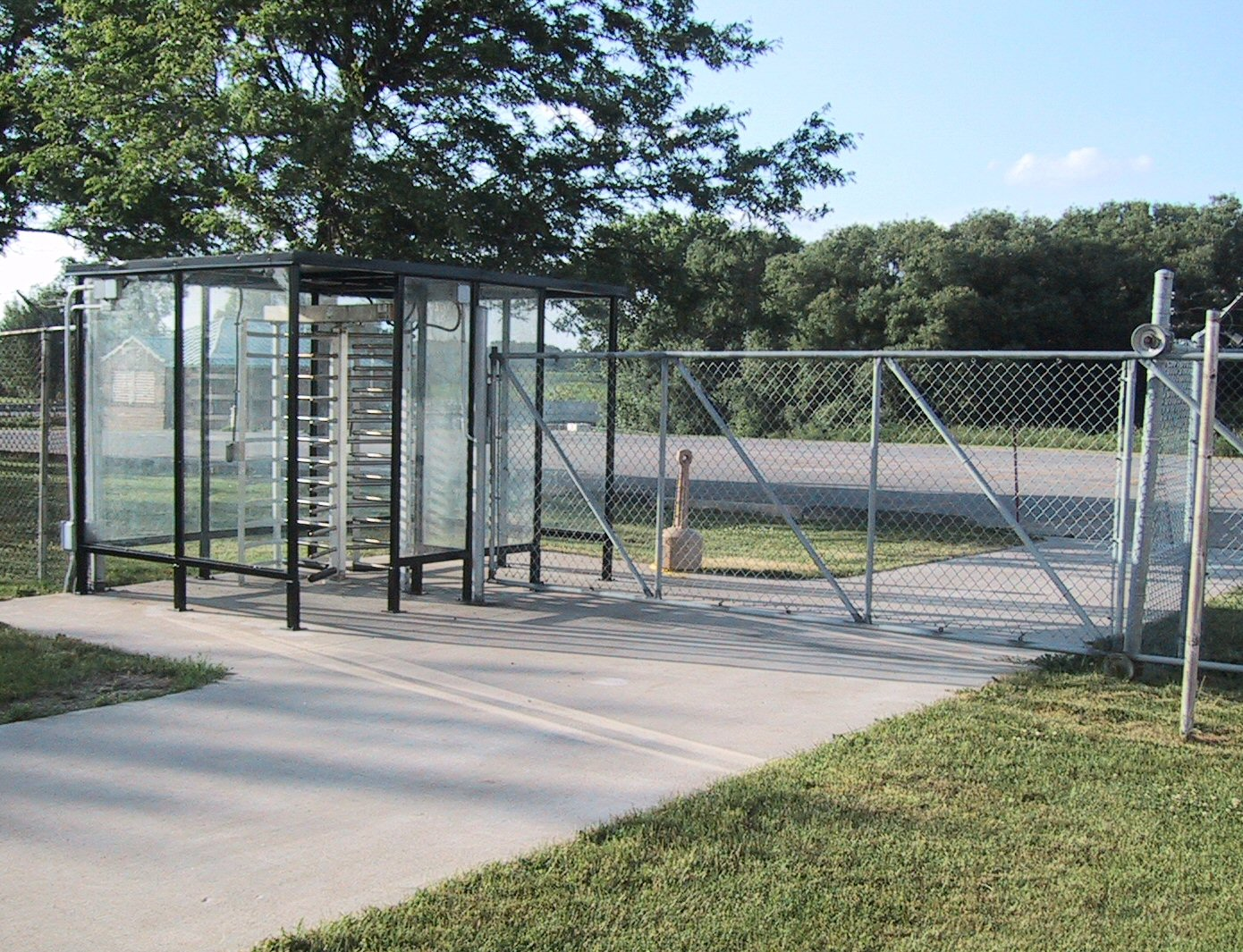
Brama wjazdowa i jednokierunkowa bramka z czytnikiem kart zbliżeniowych

Karta zbliżeniowa (bezstykowa) – plastikowa karta przypominająca fizycznie formatem kartę płatniczą, z wbudowanymi: niewielkim mikroprocesorem, pamięcią i anteną.
Karty zbliżeniowe trafiły do Polski w 2008 roku. W roku 2013 Polska była liderem Europy, jeśli chodzi o wprowadzenie technologii zbliżeniowej. W październiku 2013 r. w Polsce ich liczba przekroczyła 16 milionów. Obecnie około 70% transakcji kartami odbywa się w sposób zbliżeniowy.

## Zasady działania
Odczyt informacji z karty odbywa się bezprzewodowo przez indukcję elektromagnetyczną bez potrzeby wsuwania karty do czytnika. Cewka czytnika wzbudza cewkę karty, co zasila układ elektroniczny karty. Układ ten odpowiednio moduluje sygnał generowany przez cewkę karty, który jest odbierany przez czytnik i odpowiednio interpretowany. Istnieją karty z własnym zasilaniem, co pozwala na zwiększenie zasięgu przy zastosowaniu takich samych anten odbiorczych.
Dzięki komunikacji bezprzewodowej, karta jest prosta w obsłudze (nie ma potrzeby przesuwania karty przez czytnik), ale również trwalsza od kart magnetycznych lub chipowych, które ulegają zużyciu się mechanicznemu.

Schemat karty w standardzie Mifare

Budowa kart zbliżeniowych regulowana jest przez rodzinę standardów ISO/IEC 14443. Powiązanym standardem jest również norma ISO/IEC 15693. Jeden z pierwszych standardów (używany do dziś) to standard UNIQUE działający w częstotliwości 125 kHz. Najczęściej można je spotkać w domofonach, pilotach do osiedlowych szlabanów itp. Standard ten jest powoli wypierany przez karty Mifare z uwagi na to, że karty UNIQUE posiadają zapisany w swojej pamięci wyłącznie jawny numer seryjny chipa, łatwy do skopiowania. Dostępne są na rynku proste czytniki z możliwością odczytu i skopiowania takiego numeru.
Karty w standardzie Mifare poza jawnym numerem seryjnym posiadają również wbudowaną pamięć, do której dostęp jest chroniony specjalnym kluczem.
Coraz bardziej popularne stają się również pasywne karty dalekiego zasięgu pracujące w częstotliwości 860–960 MHz (UHF) których odczyt jest możliwy nawet z kilkunastu metrów pomimo iż nie zastosowano dodatkowego źródła zasilania. Karty te wyposażone są również w pamięć z dostępem swobodnym lub chronionym. Stosuje się je głównie w identyfikacji przedmiotów, w logistyce, a także coraz częściej do znakowania towarów handlowych.
Ze względu na mnogość standardów coraz częściej można spotkać karty dualne w których obudowie znajdują się moduły dwóch różnych kart.
Podobnymi do kart standardu Mifare są również karty w standardach HID, Legic i innych. Podstawowa różnica polega na funkcjonalności związanej z dostępem do pamięci chronionej.
Główną zaletą takich kart jest fakt iż numery seryjne znajdujące się w obszarze niechronionym są wprowadzane przez producenta który pilnuje aby nie zostały wyprodukowane dwie karty o tym samym numerze. W przypadku kart Mifare może się zdarzyć, iż u jednego użytkownika pojawią się dwie karty z tym samym numerem.
Stąd coraz częściej odchodzi się od odczytu numeru seryjnego i za pomocą czytników sektorowych odczytywany jest numer zapisany w sektorach o dostępie chronionym.

## Zastosowanie

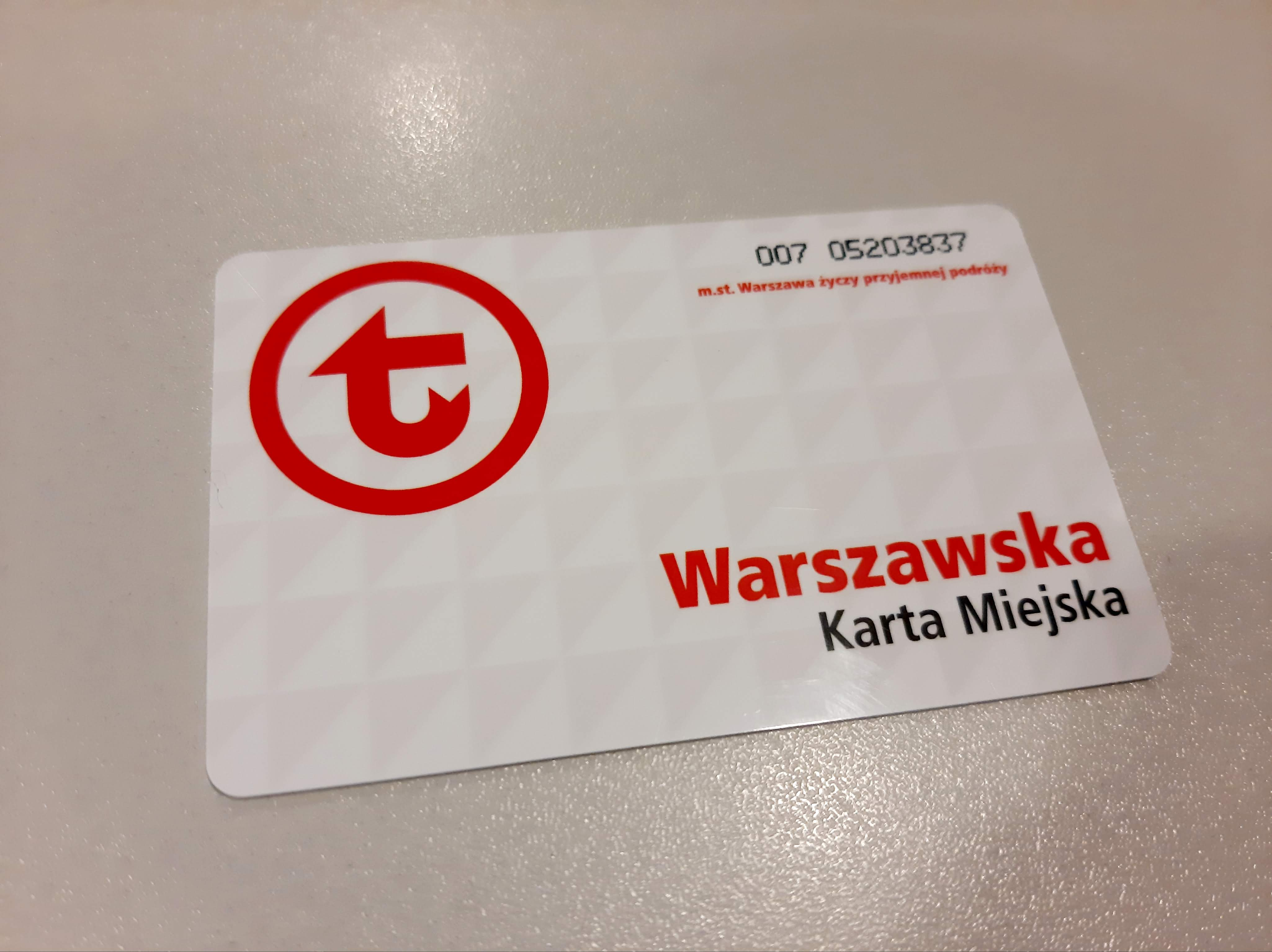
Warszawska Karta Miejska

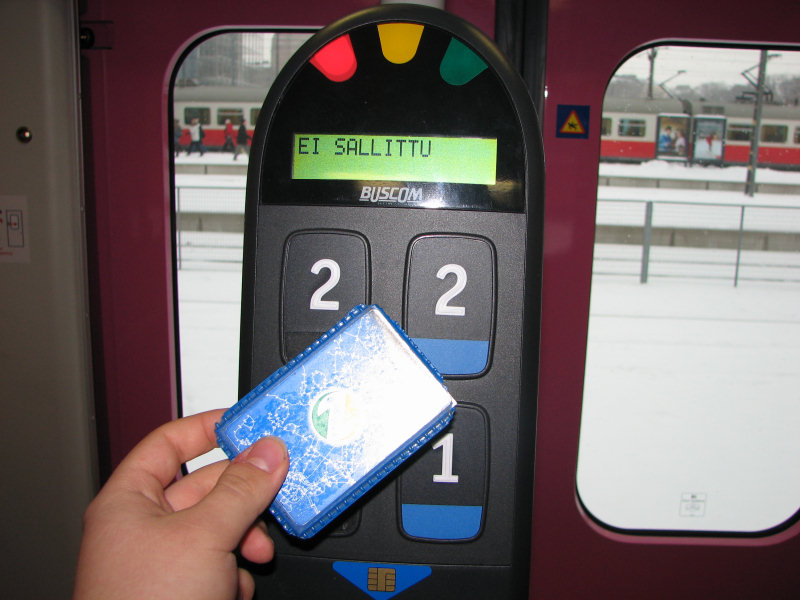
Przykładowe zastosowanie karty zbliżeniowej wykorzystywanej jako e-bilet komunikacji miejskiej

Karty zbliżeniowe znajdują zastosowanie najczęściej jako:
- nośniki biletów komunikacji miejskiej, tzw. karty miejskie
- elektroniczna legitymacja studencka
- elektroniczne karty biblioteczne, parkingowe itp.
- elektroniczne portmonetki (np. do regulowania opłat za płatny parking w mieście)
- identyfikatory i przepustki (np. pracowników w dużych przedsiębiorstwach, kibiców na stadionach) – nośniki z podpisem elektronicznym
- elementy systemów bezpieczeństwa (alarmów, zabezpieczeń drzwi wejściowych, bram wjazdowych, zamków)

Specyfika oraz pojemność kart zbliżeniowych sprawiają, że mogą one spełniać równocześnie kilka z powyższych zadań.